# Chapeaux à transformations
Chapeaux à transformations je francouzský krátký film z roku 1895. Režisérem je Louis Lumière (1864–1948). Film byl natočen v roce 1895 a trvá necelou minutu. Hlavní roli komediálního snímku obsadil Félicien Trewey, který je považován za jednoho z prvních herců v historii kinematografie.

## Děj
Film zachycuje muže (Féliciena Treweyho), jak sedí na židli a pomocí různých klobouků, umělých knírů, vousů či vlasů předstírá různé druhy lidí. Ztvárnil se jako například námořní kapitán, byznysmen či postarší muž.